# Шерлок Холмс и примадонна
«Шерлок Холмс и примадонна» (англ. Sherlock Holmes and the Leading Lady) — телефильм. Первый фильм цикла «Шерлок Холмс: Золотые годы».

## Сюжет
Вольная интерпретация приключений Шерлока Холмса и доктора Ватсона. Действие разворачивается в Вене 1912 года. Британское правительство приобрело дистанционный взрыватель, который вместе с чертежами был похищен боснийскими националистами, готовящими покушение на императора Франца-Иосифа I. Прикрытием террористов является Венская опера, где солирует Ирэн Адлер. В фильме активно действуют реальные исторические фигуры: император Франц-Иосиф, Зигмунд Фрейд и молодой Эллиот Несс. В конце овдовевшей Ирэн Адлер удаётся покорить сердце закоренелого холостяка Шерлока Холмса.

## В ролях
- Морган Фэйрчайлд — Ирэн Адлер
- Кристофер Ли — Шерлок Холмс
- Патрик Макни — Доктор Ватсон
- Джон Беннет — Зигмунд Фрейд
- Энгельберт Хампердинк — Эберхард Бом, дирижёр
- Сирил Шапс — император Франц-Иосиф I